# Nedko Nedew
Nedko Nedew (bułg. Недко Недев, ur. 18 października 1920 w Warnie, zm. 23 stycznia 2001 tamże) – bułgarski piłkarz występujący na pozycji napastnika.
Podczas kariery piłkarskiej nosił przydomek Pileto (bułg. Пилето).

## Kariera klubowa
Grę w piłkę nożną rozpoczął w 1935 roku w drużynie Władysław Warna, w której grał aż do jej wcielenia do Czerno More Warna,  a następnie w tym klubie do 1952.
W sezonie 1948/1949 był wraz z Dimityrem Miłanowem królem strzelców bułgarskiej ekstraklasy z wynikiem 11 bramek.